# 沢邦彦
沢 邦彦（さわ くにひこ、1936年6月3日 - ）は、日本の実業家。富士電機ホールディングス代表取締役社長や、電気学会会長、富士通取締役、日本原子力発電取締役、月島機械取締役、パナソニック電工取締役などを歴任した。

## 人物・経歴
1955年北海道室蘭清水丘高等学校卒業。1959年北海道大学工学部電気工学科卒業、富士電機製造入社。1987年富士電機取締役。1991年富士電機常務取締役。1994年富士電機専務取締役。1995年富士電機代表取締役副社長。1998年富士電機代表取締役社長、富士通取締役。2000年電気学会会長。2002年室蘭市ふるさと大使。2003年日本原子力発電取締役。2006年富士電機ホールディングス相談役、月島機械取締役。2007年松下電工取締役。

## 著書
- 『パワートランジスタ読本』オーム社 1978年